# 1343
Năm 1343 (Số La Mã: MCCCXLIII) là một năm thường bắt đầu vào thứ Tư trong lịch Julius.

## Sinh
- 23 tháng 7 - Thomas Percy, Bá tước thứ nhất của Worcester, người Anh (mất 1403)
- Ngày chưa biết:
  - Hoàng Chokei của Nhật Bản (mất 1394)
  - Constança của Tây Ban Nha, nữ hoàng Sicilia (mất 1363)
  - Tommaso Mocenigo, người Venice (mất 1423)
  - Paolo Alboino della Scala, chúa của Verona (mất 1375)
  - Alexander Stewart, 1 Earl của Buchan (mất 1394)
- Có thể xảy ra:
  - Geoffrey Chaucer, nhà thơ người Anh (khoảng ngày) (mất 1400)